# Cnemidocarpa platybranchia
Cnemidocarpa platybranchia is een zakpijpensoort uit de familie van de Styelidae. De wetenschappelijke naam van de soort is voor het eerst geldig gepubliceerd in 1955 door Millar.